# Disco (supermercado de Argentina)
Disco es una cadena de supermercados argentina, perteneciente al grupo chileno Cencosud desde 2004, cuando se la compró a la neerlandesa Ahold por 315 millones de dólares. También pertenecen a Cencosud Hipermercados Jumbo y Supermercados Vea, que junto a Disco poseen alrededor del 21% del mercado supermercadista nacional.

## Historia
Supermercados Disco abrió su primera tienda en 1961 en la Avenida Centenario de San Isidro, Buenos Aires, bajo el nombre de "Distribuidora de Comestibles, Sociedad Anónima". En 1967, una familia uruguaya compró el 50% de las acciones de la marca argentina, aumentando su participación al 100% en 1981. Los uruguayos mantuvieron la propiedad de Disco hasta 1984. Fue en esta década que comenzó a cobrar notoriedad, gracias a campañas publicitarias en televisión y radio, y a su expansión adquiriendo los locales que fueron Minimax y otros de la cadena Supercoop (El Hogar Obrero). Pero su proceso de mayor expansión ocurrió durante los años 90, que comenzó a tener presencia a nivel nacional, tras la compra de las cadenas más pequeñas "Su Supermercados", "Pinocho", "La Gran Provisión", "Elefante", "Los Médanos", "Supermercados Americanos" y la chilena Ekono. Cambiando tras la compra todos sus respectivos locales a Disco.

### Década del 90'
En 1997, Disco compró la cadena de supermercados Vea de la provincia de Mendoza por 210 millones de dólares, consiguiendo la propiedad total de la empresa. Esta compra fue la que convirtió a Disco en el segundo minorista de alimentos más grande del país en ese momento, detrás de Carrefour. En ese momento, la mayoría de las acciones de Disco pertenecían al grupo uruguayo Velox Holdings. Velox también era propietaria de la cadena chilena Santa Isabel, que luego también pasaría a formar parte de Cencosud. 

### Década del 2000
Hacia principios del 2007, Disco poseía 120 locales, la mayoría de en la Ciudad de Buenos Aires y en las provincias de Córdoba y Buenos Aires. Desde entonces, Cencosud inició un proceso en el que transformó varias de las sucursales a Vea, la marca de tiendas de bajo costo de la compañía, y algunas otras a Jumbo, dependiendo del poder adquisitivo del lugar de ubicación de la misma.

## Presencia en el mercado
Hacia marzo de 2018, posee 112 Locales.